# Stewart SF01
Chronologie des modèles (1997)
Aucun Stewart SF02
La Stewart SF01 est la monoplace de Formule 1 de l'écurie Stewart Grand Prix engagée lors de la saison 1997 de Formule 1. Elle est pilotée par le Brésilien Rubens Barrichello, en provenance de l’écurie Jordan Grand Prix, et le Danois Jan Magnussen, qui a remplacé le pilote McLaren Racing Mika Häkkinen en 1995. La SF01 est mue par un moteur V10 Ford-Cosworth JD Zetec-R.

## Historique

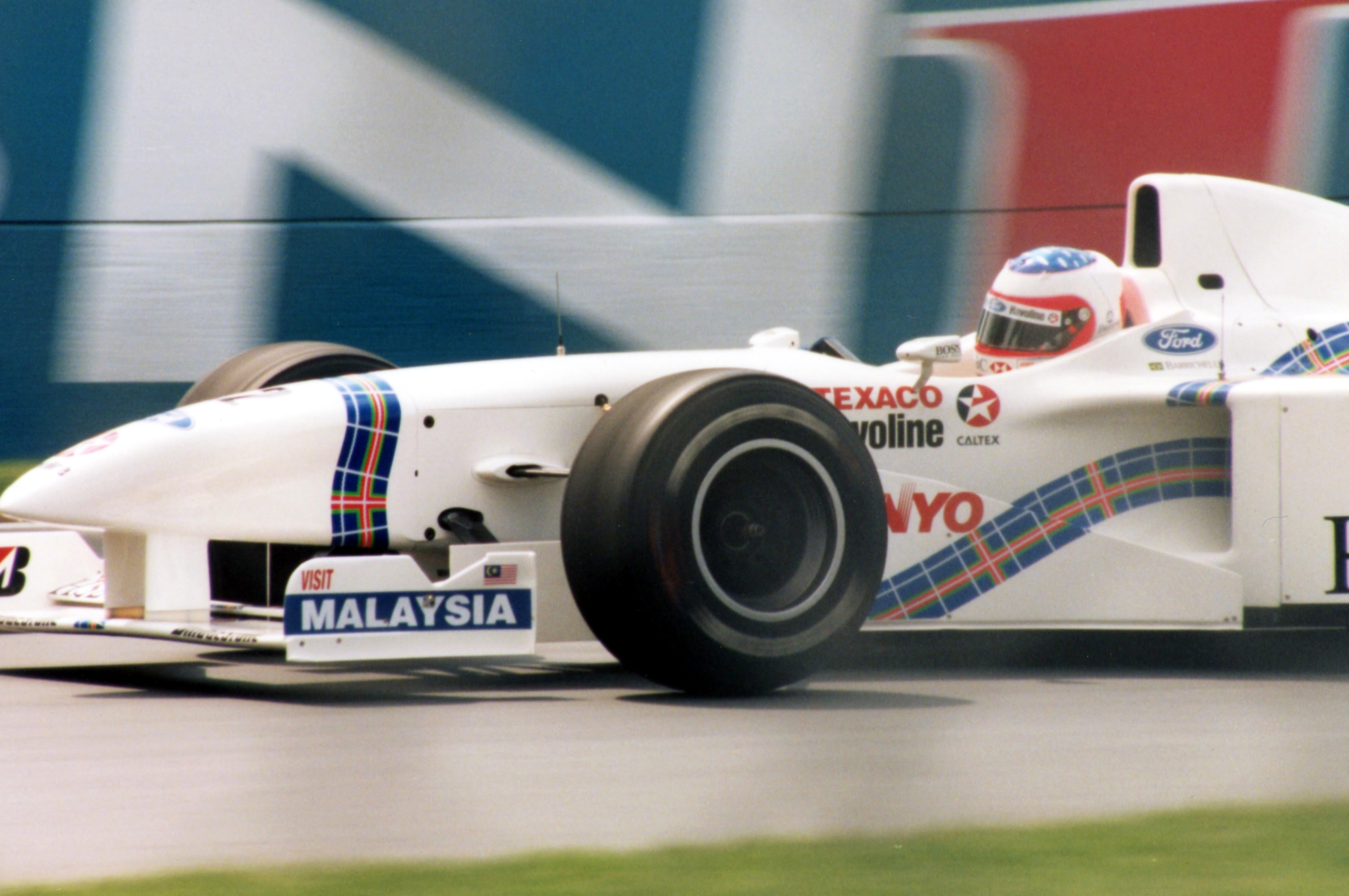
Rubens Barrichello à bord de la Stewart SF01 lors du Grand Prix du Canada 1997.

Première monoplace de l'écurie britannique fondée par le triple champion du monde de Formule 1 Jackie Stewart et son fils Paul Stewart, la Stewart SF01, présentée en décembre 1996, est la première voiture de la discipline conçue entièrement sur ordinateur. Stewart est la seule écurie née dans le milieu des années 1990, ayant couru auparavant en Formule 3000, à ne pas faire faillite, contrairement aux écuries Simtek, Pacific Racing, Forti Corse, qui disparaissent après deux années en Formule 1 et la nouvelle écurie MasterCard Lola qui disparaît dès la fin du premier Grand Prix de la saison 1997 en Australie.
La Stewart SF01 est une voiture plutôt compétitive, Rubens Barrichello et Jan Magnussen parvenant à rivaliser avec les écuries de milieu de grille en qualifications. En revanche, ces performances sont gâchés en course en raison de la très faible fiabilité de la voiture. En dix-sept engagements, Barrichello ne franchit la ligne d'arrivée qu'à deux reprises, bien qu'il soit classé lors du Grand Prix d'Autriche après avoir abandonné en fin de course. Jan Magnussen rallie l'arrivée à cinq reprises. Ces abandons sont dus notamment au moteur Ford-Cosworth et à la boîte de vitesses, très fragiles.
Les deux Stewart franchissent la ligne d'arrivée pour la première fois lors du Grand Prix de Monaco cinquième manche de la saison. Qualifié dixième, Rubens Barrichello bénéficie de la bonne tenue de route des pneus Bridgestone sous la pluie et termine deuxième à 53 secondes du vainqueur Michael Schumacher,. Premiers points et premier podium de l'histoire de l'écurie britannique, ce sont les seuls de la saison. Jan Magnussen, parti dix-neuvième, termine quant à lui septième.
Lors du Grand Prix du Canada, Barrichello réalise sa meilleure performance en qualifications de l'année, partant de la troisième place. Cette performance n'est cependant pas convertie en points en course, le Brésilien abandonnant au trente-troisième tour à cause d'un problème de boîte de vitesses,. Lors du dernier Grand Prix de la saison, à Jerez, Jan Magnussen, parti onzième et devant son coéquipier, termine neuvième,.
À la fin de la saison, Stewart Grand Prix termine neuvième du championnat des constructeurs avec six points. Rubens Barrichello se classe treizième du championnat des pilotes avec six points.

## Résultats en championnat du monde de Formule 1

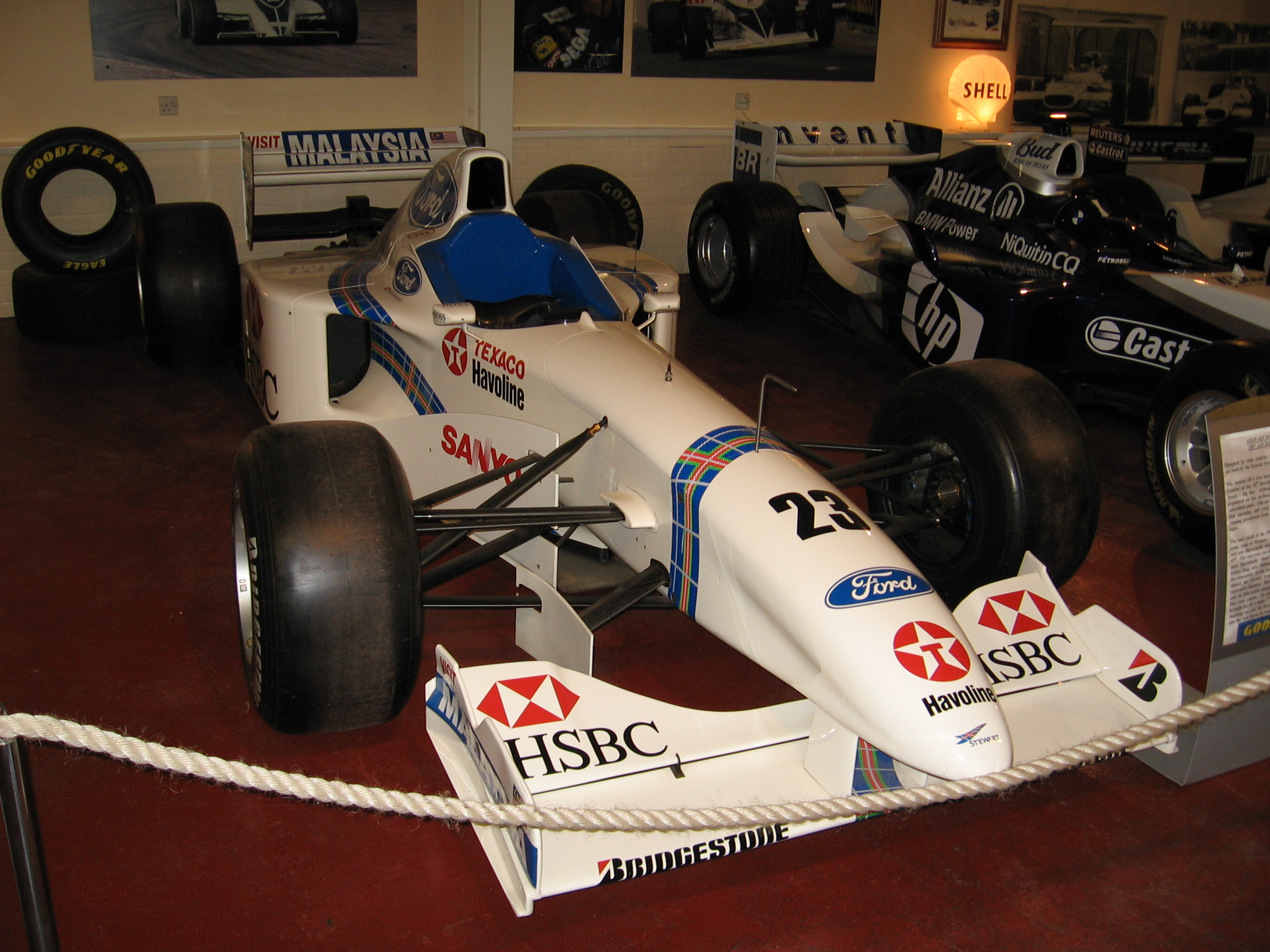
La Stewart SF01 de Jan Magnussen au musée de Donington Park.

| Saison | Écurie                     | Moteur                       | Pneus       | Pilotes            | Courses | Courses | Courses | Courses | Courses | Courses | Courses | Courses | Courses | Courses | Courses | Courses | Courses | Courses | Courses | Courses | Courses | Points inscrits | Classement |
| Saison | Écurie                     | Moteur                       | Pneus       | Pilotes            | 1       | 2       | 3       | 4       | 5       | 6       | 7       | 8       | 9       | 10      | 11      | 12      | 13      | 14      | 15      | 16      | 17      | Points inscrits | Classement |
| ------ | -------------------------- | ---------------------------- | ----------- | ------------------ | ------- | ------- | ------- | ------- | ------- | ------- | ------- | ------- | ------- | ------- | ------- | ------- | ------- | ------- | ------- | ------- | ------- | --------------- | ---------- |
| 1997   | HSBC Malaysia Stewart Ford | Ford-Cosworth JD Zetec-R V10 | Bridgestone |                    | AUS     | BRÉ     | ARG     | SMR     | MON     | ESP     | CAN     | FRA     | GBR     | ALL     | HON     | BEL     | ITA     | AUT     | LUX     | JAP     | EUR     | 6               | 9e         |
| 1997   | HSBC Malaysia Stewart Ford | Ford-Cosworth JD Zetec-R V10 | Bridgestone | Rubens Barrichello | Abd     | Abd     | Abd     | Abd     | 2e      | Abd     | Abd     | Abd     | Abd     | Abd     | Abd     | Abd     | 13e     | 14e     | Abd     | Abd     | Abd     | 6               | 9e         |
| 1997   | HSBC Malaysia Stewart Ford | Ford-Cosworth JD Zetec-R V10 | Bridgestone | Jan Magnussen      | Abd     | Abd     | 10e     | Abd     | 7e      | 13e     | Abd     | Abd     | Abd     | Abd     | Abd     | 12e     | Abd     | Abd     | Abd     | Abd     | 9e      | 6               | 9e         |

Légende : ici 